# Mundialito de Clubes de Fútbol Playa de 2020
El Mundialito de Clubes de Fútbol Playa 2020 fue la VII edición del torneo. Se disputó en Moscú, Rusia, del 12 al 16 de febrero. El equipo portugués Sporting de Braga conquistó su segundo título en la competición.

## Participantes[2]
En cursiva, los equipos debutantes. 
| Equipos participantes | Equipos participantes | Equipos participantes | Equipos participantes |
| --------------------- | --------------------- | --------------------- | --------------------- |
| Tokyo Verdy           | Alanya Belediyespor   | Levante               | Lokomotiv Moscú       |
| Spartak Moscú         | Braga                 | Flamengo              | Grasshopper           |

## Resultados

### Primera fase

#### Grupo A
| Equipo              | Pts. | PJ | PG | PG+ | PP | GF | GC | Dif. |
| ------------------- | ---- | -- | -- | --- | -- | -- | -- | ---- |
| Tokyo Verdy         | 6    | 3  | 2  | 0   | 1  | 13 | 11 | +2   |
| Lokomotiv Moscú     | 6    | 3  | 2  | 0   | 1  | 25 | 15 | +10  |
| Levante             | 3    | 3  | 1  | 0   | 2  | 19 | 16 | +3   |
| Alanya Belediyespor | 3    | 3  | 1  | 0   | 2  | 15 | 30 | -15  |

| Fecha                 | Lugar |                     |                    | Resultado |                    |                     |
| --------------------- | ----- | ------------------- | ------------------ | --------- | ------------------ | ------------------- |
| 12 de febrero de 2020 | Moscú | Levante             | Bandera de España  | 2:3       | Bandera de Japón   | Tokyo Verdy         |
| 12 de febrero de 2020 | Moscú | Alanya Belediyespor | Bandera de Turquía | 4:14      | Bandera de Rusia   | Lokomotiv Moscú     |
| 13 de febrero de 2020 | Moscú | Tokyo Verdy         | Bandera de Japón   | 4:6       | Bandera de Turquía | Alanya Belediyespor |
| 13 de febrero de 2020 | Moscú | Lokomotiv Moscú     | Bandera de Rusia   | 8:5       | Bandera de España  | Levante             |
| 14 de febrero de 2020 | Moscú | Levante             | Bandera de España  | 12:5      | Bandera de Turquía | Alanya Belediyespor |
| 14 de febrero de 2020 | Moscú | Lokomotiv Moscú     | Bandera de Rusia   | 3:6       | Bandera de Japón   | Tokyo Verdy         |

#### Grupo B
| Equipo        | Pts. | PJ | PG | PG+ | PP | GF | GC | Dif. |
| ------------- | ---- | -- | -- | --- | -- | -- | -- | ---- |
| Spartak Moscú | 8    | 3  | 2  | 1   | 0  | 17 | 7  | +10  |
| Braga         | 6    | 3  | 2  | 0   | 1  | 18 | 13 | +5   |
| Flamengo      | 3    | 3  | 1  | 0   | 2  | 11 | 13 | -2   |
| Grasshopper   | 0    | 3  | 0  | 0   | 3  | 8  | 21 | -13  |

| Fecha                 | Lugar |               |                     | Resultado  |                     |               |
| --------------------- | ----- | ------------- | ------------------- | ---------- | ------------------- | ------------- |
| 12 de febrero de 2020 | Moscú | Braga         | Bandera de Portugal | 6:4        | Bandera de Brasil   | Flamengo      |
| 12 de febrero de 2020 | Moscú | Grasshopper   | Bandera de Suiza    | 1:8        | Bandera de Rusia    | Spartak Moscú |
| 13 de febrero de 2020 | Moscú | Braga         | Bandera de Portugal | 8:3        | Bandera de Suiza    | Grasshopper   |
| 13 de febrero de 2020 | Moscú | Spartak Moscú | Bandera de Rusia    | 3:2 (pró.) | Bandera de Brasil   | Flamengo      |
| 14 de febrero de 2020 | Moscú | Flamengo      | Bandera de Brasil   | 5:4        | Bandera de Suiza    | Grasshopper   |
| 14 de febrero de 2020 | Moscú | Spartak Moscú | Bandera de Rusia    | 6:4        | Bandera de Portugal | Braga         |

### Segunda fase

#### Semifinales del quinto al octavo lugar
| Fecha                 | Lugar |             |                   | Resultado |                    |                     |
| --------------------- | ----- | ----------- | ----------------- | --------- | ------------------ | ------------------- |
| 15 de febrero de 2020 | Moscú | Grasshopper | Bandera de Suiza  | 2:7       | Bandera de España  | Levante             |
| 15 de febrero de 2020 | Moscú | Flamengo    | Bandera de Brasil | 6:5       | Bandera de Turquía | Alanya Belediyespor |

#### Disputa del séptimo lugar
| Fecha                 | Lugar |             |                  | Resultado |                    |                     |
| --------------------- | ----- | ----------- | ---------------- | --------- | ------------------ | ------------------- |
| 16 de febrero de 2020 | Moscú | Grasshopper | Bandera de Suiza | 4:8       | Bandera de Turquía | Alanya Belediyespor |

#### Disputa del quinto lugar
| Fecha                 | Lugar |          |                   | Resultado  |                   |         |
| --------------------- | ----- | -------- | ----------------- | ---------- | ----------------- | ------- |
| 16 de febrero de 2020 | Moscú | Flamengo | Bandera de Brasil | 4:5 (pró.) | Bandera de España | Levante |

#### Semifinales
| Fecha                 | Lugar |               |                  | Resultado |                     |                 |
| --------------------- | ----- | ------------- | ---------------- | --------- | ------------------- | --------------- |
| 15 de febrero de 2020 | Moscú | Tokyo Verdy   | Bandera de Japón | 2:7       | Bandera de Portugal | Braga           |
| 15 de febrero de 2020 | Moscú | Spartak Moscú | Bandera de Rusia | 3:1       | Bandera de Rusia    | Lokomotiv Moscú |

#### Disputa del tercer lugar
| Fecha                 | Lugar |             |                  | Resultado |                  |                 |
| --------------------- | ----- | ----------- | ---------------- | --------- | ---------------- | --------------- |
| 16 de febrero de 2020 | Moscú | Tokyo Verdy | Bandera de Japón | 2:6       | Bandera de Rusia | Lokomotiv Moscú |

#### Final
| Fecha                 | Lugar |       |                     | Resultado |                  |               |
| --------------------- | ----- | ----- | ------------------- | --------- | ---------------- | ------------- |
| 16 de febrero de 2020 | Moscú | Braga | Bandera de Portugal | 8:3       | Bandera de Rusia | Spartak Moscú |

| Bandera de Portugal     |
| Campeón Braga 2° título |

## Goleadores[3]
Actualizado el 16 de febrero de 2020.
| Jugador              | Equipo              | Goles |
| -------------------- | ------------------- | ----- |
| Eduard Molina Suarez | Levante             | 10    |
| Fedor Zemskov        | Spartak Moscú       | 9     |
| Boris Nikonorov      | Lokomotiv Moscú     | 8     |
| Dejan Stankovic      | Alanya Belediyespor | 8     |
| Lucão                | Lokomotiv Moscú     | 8     |
| Jordan               | Braga               | 7     |
| Llorenç              | Lokomotiv Moscú     | 7     |

## Clasificación final
| Pos. | Equipo              | Resultado           |
| ---- | ------------------- | ------------------- |
| 1    | Braga               | Campeón (2º título) |
| 2    | Spartak Moscú       | Subcampeón          |
| 3    | Lokomotiv Moscú     | 3º lugar            |
| 4    | Tokyo Verdy         |                     |
| 5    | Levante             |                     |
| 6    | Flamengo            |                     |
| 7    | Alanya Belediyespor |                     |
| 8    | Grasshopper         |                     |